# 직렬 컴퓨터
직렬 컴퓨터 또는 시리얼 컴퓨터(serial computer)는 비트 직렬 아키텍처로 대표되는 컴퓨터이다. 즉, 내부적으로 각 클록 주기마다 하나의 비트 (단위) 또는 숫자로 작동한다. 음향 또는 자기변형 지연선과 회전 자기 장치와 같은 직렬 주 저장 장치를 갖춘 기계는 일반적으로 직렬 컴퓨터였다.
직렬 컴퓨터는 클럭 사이클당 더 많은 계산을 수행하기 위해 비트 수준 병렬성을 활용하는 비트 병렬 컴퓨터보다 훨씬 적은 하드웨어를 필요로 한다. CPU 크기가 주요 제약인 틈새 목적을 충족할 수 있는 소프트 마이크로프로세서로 사용할 수 있는 최신 직렬 컴퓨터 종류가 있다.
직렬이 아니고 병렬 버스를 사용한 최초의 컴퓨터는 1951년의 훨윈드였다.
직렬 컴퓨터는 직렬 컴퓨터 클래스의 하위 집합인 1비트 아키텍처를 사용하는 컴퓨터와 반드시 동일할 필요는 없다. 1비트 컴퓨터 명령어는 단일 비트로 구성된 데이터에 대해 작동하는 반면, 직렬 컴퓨터는 N비트 데이터 너비에서 작동할 수 있지만 한 번에 단일 비트씩 수행한다.

## 직렬 머신
- 에드박
- BINAC
- SEAC
- 유니박 I
- PDP-8/S
- F14 CADC
- HP-35
- 디지트 시리얼 HP 새턴 기반 계산기